# Клод Шаброль
Клод Шаброль (фр. Claude Chabrol; 24 червня 1930, Париж — 12 вересня 2010, Париж) — французький кінорежисер, сценарист, актор, продюсер. Шаброль є одним з основоположників французької «нової хвилі», лідерами якої стали Жан-Люк Годар і Франсуа Трюффо. Разом з цими режисерами Шаброль починав як кінокритик у журналі Cahiers du cinema.
Перший фільм Шаброля «Красень Серж» вийшов в 1958 році, він викликав значний глядацький інтерес і заслужив позитивні відгуки критиків. Друга картина режисера — зняті в 1959 році «Кузени» — удостоїлася головного призу Берлінського кінофестивалю.
Клод Шаброль є одним з найплідніших режисерів Франції. Майже щороку на екранах з'являється нова картина, в титрах якої є ім'я Шаброля. Всього за час своєї режисерської роботи Шаброль зняв понад півсотні картин. Крім режисури великого кіно, Шаброль знімався як актор і працював на телебаченні.
У 1964—1980 роках Клод Шаброль був одружений з акторкою Стефан Одран.

## Життєпис
Клод Шаброль народився 24 червня 1930 у Парижі.
Його прихід у кіно почалася не з режисерських теренів, а з літературних. З середини 1950-х років він працював у журналі «Cahiers du cinema» разом з Франсуа Трюффо, Жаном-Люком Годаром, Еріком Ромером і Жаком Ріветта. А весь вільний час Шаброль присвячував читанню детективів.
Журнал «Cahiers du Cinema» своїми поглядами надихнув багатьох початківців критиків почати знімати власне кіно. Так почалася французька «нова хвиля».
Перша стрічка Шаброля — «Красунчик Серж» (1958) — стала маніфестом нового кіноруху і викликала фурор: недорогий (був знятий на гроші, отримані Шабролем у спадок) і гострокритичний щодо буржуазної дійсності, абсолютно некомерційний фільм викликав, тим не менше, великий інтерес, як і наступна картина — «Кузени» (1959). В обох фільмах проявилися риси подальшої творчої манери режисера — гострий сюжет, критика буржуазного укладу життя, холодна мізантропія в зображенні провінції.
Все життя Шаброль був прихильником жанру «чорного детективу», проте в найкращі роки своєї творчості використав жанрові канони для гостросоціального аналізу та демонстрації широкої картини відносин всередині буржуазного суспільства. Особливо яскравим був період кінця 1960-х — початку 1970-х років: «Невірна дружина» (1969), «Нехай помре звір» (1969), «М'ясник» (1969), «Розрив» (1970), «Криваве весілля» (1973), коли критика називала режисера, його постійного співавтора сценаріїв Поля Жегоффа і актрису (і дружину Шаброля) Стефан Одран творцями «нової людської комедії», порівнюючи з Бальзаком.
Гостросюжетна фабула в цих фільмах була необхідна для того, щоб розкрити лицемірство і нерідко криміналізованість людських відносин усередині середнього і вищого класів суспільства.
У 1975 закінчився тривалий період співпраці з Жегоффом. Однак Шаброль спробував зберегти колишню творчу манеру, продовжуючи знімати «чорні детективи»: «Інспектор Лаварден» (1986), «Маски» (1987), «Крик сови» (1992), водночас вносячи розмаїтість у свої теми, екранізуючи гучні судові процеси півстолітньої давності: «Віолетта Нозьєр» (1978), «Жіноча справа» (1988); літературу XX століття: «Чужий кров'ю» (1984) за Сімоне де Бовуар, «Тихі дні в Кліші» (1990) за Генрі Міллером; класичну літературу: «Мадам Боварі» (1991) Гюстава Флобера; фольклорну прозу: «Кінь гордині» (1979) П'єра Еліаса. Цей період творчості Шаброля не містить удач і позначений почуттям втоми і холодного професіоналізму.
Всі подальші фільми Шаброля стали варіаціями знайомого жанру — детективами в буржуазному середовищі. Почав Шаброль теж з класики — першої в ряду стала «Бетті» (1992). Своє «Пекло» (1994) Шаброль не без гумору назвав «останнім марксистським фільмом», але тему класової боротьби і повстання мас виразно розкрив, швидше, у фільмі «Церемонія» (1995), звівши в дуеті актрис Ізабель Юппер і Сандрін Боннер. Після уїдливої поліцейської комедії «Ставок більше немає» (1997), Шаброль відзначив черговий ювілей — картина стала 50-ю в кар'єрі режисера.
Психологічний трилер «У серці брехні» (1999) дозволив Шабролю пофілософствувати: «Коли всі брешуть, то брехня зникає, а коли всі винні, то винен ніхто». Після фільму Шаброль несподівано сам зрадив свою Музу: він розлучився з Одра і тут же одружився з Орор Пакісс — з цією жінкою він пропрацював на знімальному майданчику з 1959 року.
Серед останніх робіт режисера фільми: «Спасибі за шоколад» (2000), серіал «Небезпечні» (2001), «Квітка зла» (2003), «Подружка нареченої» (2004), «Комедія влади» (2006), «Дівчина, розрізана навпіл» (2007), серіал «Новели Гі Де Мопассана» (2007—2008), «Белламі» (2009).

## Фільмографія
- 1959 — «Красунчик Серж»
- 1959 — «Кузени»
- 1959 — «На подвійний поворот»
- 1960 — «Красуні»
- 1961 — «Залицяльники»
- 1962 — «Сім смертних гріхів» (епізод «Жадібність»)
- 1962 — «Око лукавого»
- 1963 — «Офелія»
- 1963 — «Ландрю»
- 1964 — «Найпрекрасніші шахрайства в світі» (епізод «Людина, що торгувала Ейфелевою вежею»)
- 1964 — «Тигр любить свіже м'ясо»
- 1965 — «Париж очима…» (епізод «Глуха»)
- 1965 — «Марі-Шанталь проти доктора Ха»
- 1965 — «Тигр пахниться динамітом»
- 1966 — «Демаркаційна лінія»
- 1967 — «Скандал»
- 1967 — «Дорога в Коринф»
- 1968 — «Лані»
- 1969 — «Невірна дружина»
- 1969 — «Хай звір помре»
- 1969 — «М'ясник»
- 1970 — «Розрив»
- 1971 — «Перед настанням темряви»
- 1971 — «Велетенська декада»
- 1972 — «Доктор Пополь»
- 1973 — «Криваве весілля»
- 1974 — «Нада»
- 1975 — «Вечірка задоволень»
- 1975 — «Невинні з брудними руками»
- 1976 — «Чарівники»
- 1976 — «Буржуазні пристрасті»
- 1977 — «Аліса, або Остання втеча»
- 1977 — «Кревні узи»
- 1977 — «Потвора»
- 1978 — «Віолетта Нозьєр»
- 1979 — «Кінь гордині»
- 1982 — «Привиди капелюшника»
- 1984 — «Чужа кров»
- 1985 — «Курка з оцтом»
- 1986 — «Інспектор Лаварден»
- 1987 — «Маски»
- 1987 — «Крик сови»
- 1988 — «Жіноча справа»
- 1989 — «Тихі дні в Кліші»
- 1990 — «Доктор М»
- 1991 — «Мадам Боварі»
- 1992 — «Бетті»
- 1993 — «Око Віші»
- 1994 — «Пекло»
- 1995 — «Церемонія»
- 1997 — «Ставки зроблено»
- 1999 — «Серед брехні»
- 2000 — «Дякую за шоколад»
- 2002 — «Квітка зла»
- 2004 — «Подруга нареченої»
- 2006 — «Комедія влади»
- 2007 — «Одна дівчина на двох»
- 2009 — «Белламі»